# أليخاندرو عباد
أليخاندرو عباد (بالإسبانية: Alejandro Abad)‏ هو كاتب أغاني ومغني إسباني وتشيلي، ولد في 22 سبتمبر 1962 في سانتياغو في تشيلي.

## وصلات خارجية
- أليخاندرو عباد على موقع IMDb (الإنجليزية)
- أليخاندرو عباد على موقع ميوزك برينز (الإنجليزية)
- أليخاندرو عباد على موقع أول ميوزيك (الإنجليزية)
- أليخاندرو عباد على موقع ديسكوغز (الإنجليزية)